# Temporada de huracanes del Pacífico de 2011
La temporada de huracanes del Pacífico de 2011 fue inferior a la media en cuanto a tormentas nombradas, aunque tuvo un número superior al promedio de huracanes y huracanes mayores.Durante la temporada, se formaron trece depresiones tropicales, once tormentas tropicales, diez huracanes y seis huracanes mayores. La temporada comenzó oficialmente el 15 de mayo en el océano Pacífico oriental y el 1 de junio en el Pacífico central; ambas finalizaron el 30 de noviembre de 2011. Estas fechas delimitan convencionalmente el período de cada año en el que se forman la mayoría de los ciclones tropicales en la cuenca del Pacífico. El primer ciclón de la temporada, el huracán Adrian, se formó el 7 de junio, y el último, el huracán Kenneth, se disipó el 25 de noviembre.
A pesar de la disminución de las tormentas, esta temporada se produjeron varios huracanes intensos y destructivos. El huracán Beatriz causó la muerte de cuatro personas en el suroeste de México. El huracán Jova causó ocho muertes y daños por valor de 204 millones de dólares estadounidenses en el oeste de México. La depresión tropical Doce-E causó la muerte de 30 personas en Centroamérica. Mientras tanto, Kenneth se convirtió en la tormenta más fuerte de noviembre en ese momento. El huracán Hilary provocó inundaciones adicionales en el suroeste de México.

## Pronósticos
Antes de cada temporada de huracanes en el Pacífico, la Oficina Nacional de Administración Oceánica y Atmosférica de los Estados Unidos (NOAA) y el Servicio Meteorológico Nacional (SMN) de México emiten pronósticos de la actividad de los huracanes. Estos incluyen cambios semanales y mensuales en factores importantes que ayudan a determinar la cantidad de tormentas tropicales, huracanes y huracanes mayores dentro de un año en particular. Según la NOAA, la temporada promedio de huracanes en el Pacífico oriental entre 1981 y 2010 contuvo aproximadamente 14 tormentas tropicales, 7 huracanes, 3 huracanes mayores, con un índice de Energía Ciclónica Acumulada (ACE) casi normal entre 113. En términos generales, ACE es una medida del poder de una tormenta tropical o subtropical multiplicado por el tiempo que existió. Solo se calcula para avisos completos sobre sistemas tropicales y subtropicales específicos que alcanzan o superan velocidades de viento de 39 mph (63 km/h). El NOAA normalmente clasifica una temporada como superior al promedio, promedio o inferior al promedio según el índice ACE acumulativo, pero a veces también se considera la cantidad de tormentas tropicales, huracanes y huracanes importantes dentro de una temporada de huracanes.
El 19 de mayo de 2011, el Centro de Predicciones Climáticas (CPC) publicó su pronóstico de pretemporada. Los científicos indicaron un 70% de probabilidad de una temporada por debajo de lo normal, un 25% de probabilidad de una temporada cercana a lo normal y un 5% de probabilidad de una temporada por encima de lo normal. Los climatólogos esperaban entre 9 y 15 tormentas nombrada, de las cuales entre 5 y 8 se convertirían en huracanes y entre 1 y 3 en huracanes mayores. Se esperaba que la energía ciclónica acumulada se situara entre el 45% y el 105% de la mediana. El pronóstico de actividad por debajo de lo normal se debió al aumento de la cizalladura del viento y a la alta expectativa de condiciones neutrales respecto a El Niño-Oscilación del Sur (ENOS) (sin dos fenómenos naturales) durante los meses pico de julio, agosto y septiembre, junto con la persistencia de condiciones de La Niña al comienzo de la temporada.

## Resumen de la temporada

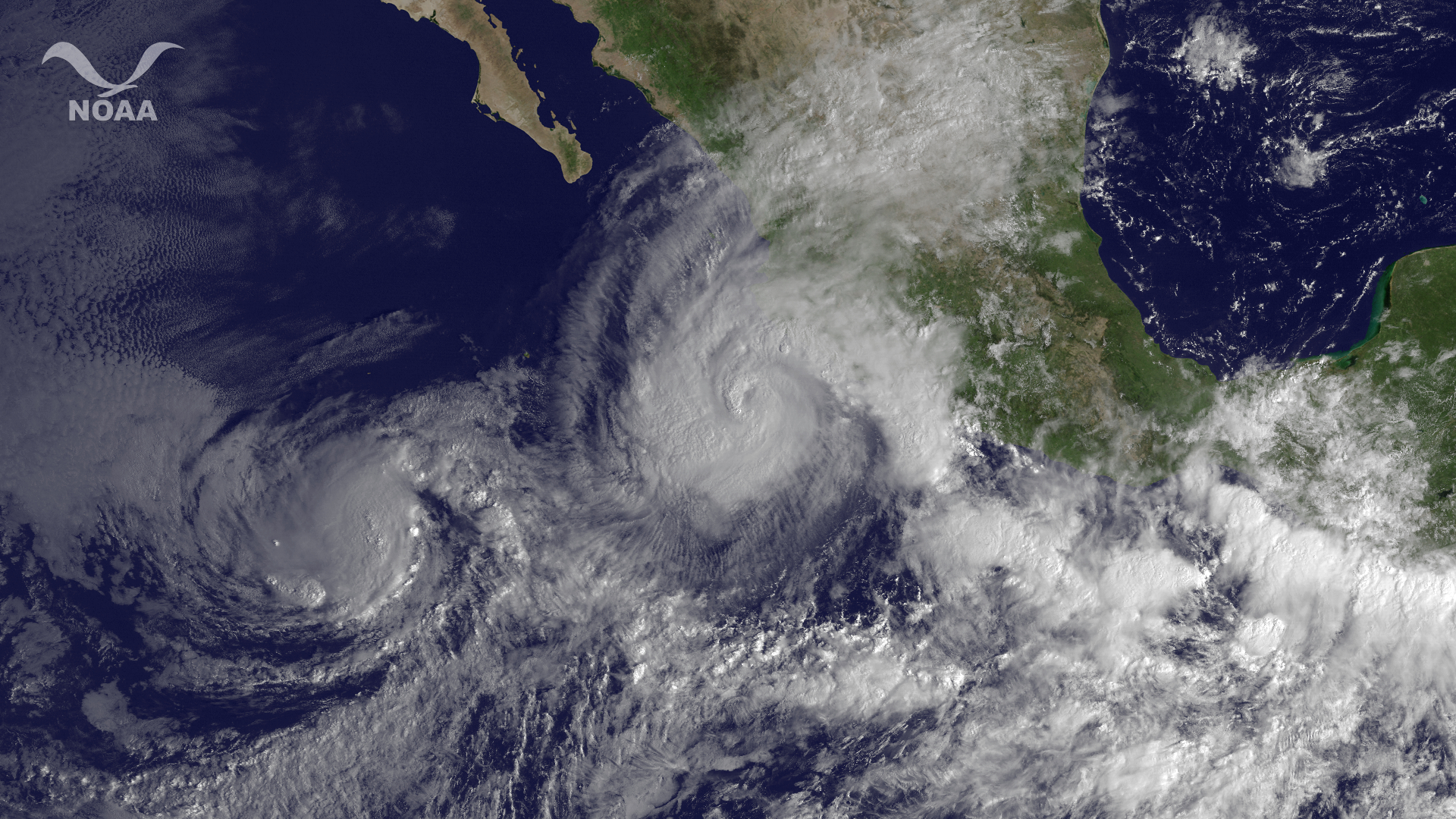
En el Pacífico oriental, dos sistemas simultáneos el 11 de octubre: la tormenta tropical Irwin (izquierda) y el huracán Jova (derecha)

La temporada comenzó con mucha actividad, con la primera tormenta, Adrian, convirtiéndose en uno de los pocos ciclones tropicales en alcanzar la categoría 4 en junio. Otras cuatro tormentas, Dora, Eugene, Hilary y Kenneth, alcanzaron la categoría 4. El huracán Dora fue la tormenta más fuerte del año, con un máximo de 250 km/h (155 mph). El mes de agosto tuvo un número promedio de tormentas, siendo Eugene la más fuerte. Sin embargo, la primera quincena de septiembre tuvo muy poca actividad debido al regreso del fenómeno de La Niña. La depresión tropical Ocho-E fue la única tormenta en la primera quincena de septiembre, disipándose el 1 de septiembre. El huracán Hilary se convirtió en la segunda tormenta en formarse en septiembre, convirtiéndose en el cuarto huracán mayor de la temporada, durante la tarde del 22 de septiembre. Después de Hilary, Jova se convirtió inesperadamente en el quinto huracán mayor de la temporada durante la madrugada del 10 de octubre. La depresión tropical Doce-E causó la muerte de 30 personas en Centroamérica al tocar tierra cerca de El Salvador el 12 de octubre. El 19 de noviembre, Kenneth se formó como depresión tropical y rápidamente se fortaleció hasta convertirse en huracán dos días después. Kenneth se convirtió en el primer huracán mayor de noviembre y el más reciente en formarse en la cuenca del Pacífico nororiental en la era de los satélites, hasta ser superado por el huracán Sandra en 2015; el último en hacerlo fue Winnie en 1983, que solo alcanzó la categoría 1. Sin embargo, el huracán Kenneth se intensificó hasta alcanzar la categoría 4 el 22 de noviembre, batiendo el récord en ese momento. La actividad de la temporada se reflejó en un índice de energía ciclónica acumulada (ACE) de 120.88 unidades, muy por encima de la mediana de 111 unidades del período entre 1981 y 2010.

## Ciclones tropicales

### Huracán Adrian
A principios de junio, una zona bien definida de baja presión produjo un clima desorganizado a varios cientos de millas de la costa del Pacífico de México. Para el 7 de junio, la depresión desarrolló una convección profunda lo suficientemente organizada como para ser clasificada como ciclón tropical, y el Centro Nacional de Huracanes (NHC) la designó depresión tropical Uno-E a las 15:00 UTC, a unos 585 km (365 mi) al sur de Acapulco. Al desarrollarse, la depresión se encontraba sobre temperaturas superficiales cálidas del mar, y se pronosticó que la cizalladura del viento en niveles altos en sus inmediaciones continuaría propiciando su intensificación. Atrapado en corrientes de dirección débiles, el sistema se organizó aún más mientras se movía poco; se actualizó a tormenta tropical Adrian más tarde ese día, con vientos de 60 mph (95 km/h). El fortalecimiento constante continuó y Adrián se convirtió en huracán el 9 de junio por la mañana mientras avanzaba hacia el oeste-noroeste a lo largo de la alta presión sobre México. Posteriormente, la tormenta entró en una fase de rápida intensificación, desarrollando un ojo distintivo con una buena corriente de salida en altura. Ese mismo día, Adrián alcanzó la categoría de huracán mayor a varios cientos de millas de la costa de Cabo Corrientes; poco después, alcanzó su intensidad máxima como tormenta de categoría 4, con vientos sostenidos de 225 km/h (140 mph). Durante varias horas, el huracán exhibió una aparente estructura anular, con un ojo inusualmente grande y un denso cielo nublado central simétrico. Como resultado, no se esperaban ciclos de reemplazo de la pared del ojo, y se pronosticó que Adrián se mantuviera bien organizado y se debilitara lentamente en respuesta a aguas ligeramente más frías. Sin embargo, el huracán desafió las predicciones y comenzó a degenerar rápidamente al día siguiente, probablemente debido a un aumento inesperado y temprano de la cizalladura vertical del viento, junto con una termodinámica marginal, como señaló el Centro Nacional de Huracanes (NHC). El 11 de junio, Adrian se degradó a tormenta tropical, desplazándose hacia el oeste como un remolino denso de nubes bajas con poca o ninguna convección profunda cerca de su centro. Se debilitó aún más a depresión tropical al día siguiente, y a las 15:00 UTC Adrian permaneció sin convección y fue desclasificado como ciclón tropical mientras desaceleraba hacia el noroeste. Las bandas de lluvia externas del huracán Adrián trajeron lluvias generalizadas en México.

### Huracán Beatriz
El 14 de junio, el NHC detectó una gran zona de lluvias y tormentas eléctricas dispersas asociadas con una vaguada monzónica sobre el Pacífico oriental, a varios cientos de millas de la costa de Acapulco, México. Se formó una baja superficie cuasi estacionaria en asociación con la actividad, y durante los días subsiguientes la convección se consolidó en la vecindad de un anticiclón sobre el suroeste del Caribe. Se comenzaron a formar bandas de lluvia curvas alrededor del centro, y el 19 de junio el sistema adquirió la organización suficiente para ser clasificado como depresión tropical. Al girar hacia el noroeste a lo largo de una zona débil de la dorsal subtropical al norte, la depresión se fortaleció aún más en un entorno favorable y se convirtió en tormenta tropical Beatriz a las 18:00 UTC de ese día, con vientos de 65 km/h (40 mph). A última hora del 20 de junio, Beatriz se convirtió en huracán, con vientos de 120 km/h (75 mph) y una presión de 985 mbar (29,1 inHg). Beatriz continuó fortaleciéndose y alcanzó vientos de 145 km/h (90 mph) y una presión de 977 mbar (28,9 inHg) mientras se acercaba a la costa de México. Tras desplazarse por la costa, se debilitó a tormenta tropical y se disipó al día siguiente. Sin embargo, el NHC indicó que los remanentes de Beatriz aún tenían una probabilidad cercana al 0% de regenerarse, ya que permanecían prácticamente estacionarios. Pero el 23 de junio, la convección se disipó y los remanentes de Beatriz comenzaron a acelerarse lentamente hacia el oeste, a medida que la baja presión remanente se disipaba rápidamente. A última hora del 24 de junio, los remanentes del huracán Beatriz se disiparon por completo al suroeste de la península de Baja California.
Varios deslizamientos de tierra bloquearon carreteras y un tramo de 100 m (330 pies) de una rotonda quedó destruido. En la comunidad de Amatillo, tres personas murieron tras ser arrastradas por las aguas de la inundación. Las fuertes lluvias provenientes de Beatriz provocaron el desbordamiento del río Sabana, dejando bajo el agua 150 viviendas distribuidas en 14 colonias.

### Huracán Calvin
El 5 de julio se formó una zona de chubascos y tormentas eléctricas al sur del Golfo de Tehuantepec asociada a una amplia zona de baja presión. El sistema se organizó lentamente, y el Centro Nacional de Huracanes lo designó depresión tropical Tres-E el 7 de julio. Al día siguiente, la depresión tropical adquirió la suficiente organización como para llamarse Calvin. Calvin se fortaleció hasta convertirse en huracán y alcanzó su máxima intensidad a primera hora del 9 de julio, antes de debilitarse rápidamente ese mismo día. Calvin degeneró en una depresión remanente a primera hora del 10 de julio. Durante los tres días siguientes, los restos de Calvin se desplazaron rápidamente hacia el oeste, a la vez que se disipaban rápidamente. El 13 de julio, se disiparon por completo, justo al este del océano Pacífico central.

### Huracán Dora
En la madrugada del 14 de julio, una onda tropical se había desplazado frente a las costas colombianas. La ola ganó convección a medida que avanzaba hacia el suroeste del Caribe, y el Centro Nacional de Huracanes (NHC) comenzó a monitorear la perturbación, dándole un 10% de posibilidades de convertirse en un ciclón tropical. Durante el resto del día, la tormenta continuó moviéndose hacia el oeste hasta tocar tierra en la frontera entre Costa Rica y Nicaragua al día siguiente. El 16 de julio, el Centro Nacional de Huracanes comenzó a monitorear la zona de baja presión frente a la costa de Guatemala. Poco a poco, la zona de baja presión adquirió la fuerza suficiente para ser declarada depresión tropical Cuatro-E durante la mañana del 18 de julio. Tan solo tres horas después, el sistema se transformó en Dora, la cuarta tormenta tropical de la temporada de huracanes del Pacífico de 2011. Siguiendo su organización, Dora alcanzó la fuerza de huracán a finales del 20 de julio, antes de intensificarse rápidamente hasta convertirse en un huracán mayor al día siguiente. Al intensificarse aún más, Dora alcanzó una velocidad máxima de 250 km/h (155 mph) a primera hora del 21 de julio, convirtiéndose en un huracán de categoría 4 en la escala de huracanes de Saffir-Simpson (EHSS). Sin embargo, tras entrar en aguas más frías, Dora comenzó a debilitarse al día siguiente. El 23 de julio, Dora se degradó a tormenta tropical, y al día siguiente, dejó de ser un ciclón tropical. Como un remanente de baja presión, la circulación comenzó a curvarse alrededor del área de alta presión que había guiado a Dora durante gran parte de su existencia el 25 de julio. La madrugada del 26 de julio, los restos del huracán Dora se disiparon por completo sobre el centro de Baja California.

### Huracán Eugene
A principios del 31 de julio de 2011, una onda tropical se convirtió en depresión tropical en el Pacífico oriental, a unos cientos de millas al sur de México. Los meteorólogos la clasificaron como Cinco-E. Se elevó a tormenta tropical Eugene tan solo seis horas después de convertirse en depresión tropical. En la tarde del 1 de agosto, Eugene se fortaleció hasta convertirse en un huracán de categoría 1 en la escala de huracanes de Saffir-Simpson (EHSS). Al día siguiente, Eugene se fortaleció aún más, alcanzando la categoría 2. A primeras horas del 3 de agosto, Eugene se fortaleció aún más, alcanzando la categoría 3, convirtiéndose en el tercer huracán mayor de la temporada. Se esperaba que Eugene se debilitara tras alcanzar la categoría 3. Sin embargo, en la tarde del 3 de agosto, Eugene se fortaleció hasta convertirse en un huracán de categoría 4 en la escala de huracanes de Saffir-Simpson, con vientos de hasta 225 km/h (140 mph). Eugene solo mantuvo la categoría 4 brevemente, y solo seis horas después, el huracán se debilitó a categoría 3 con vientos de hasta 200 km/h (125 mph). Eugene se debilitó rápidamente el 5 de agosto debido a condiciones desfavorables, pasando de categoría 2 a tormenta tropical en tan solo 18 horas. El 6 de agosto, Eugene se convirtió en una zona de baja presión postropical, ya que el centro de la tormenta carecía de convección fuerte. Durante los días siguientes, los remanentes de Eugene continuaron avanzando lentamente hacia el oeste, a la vez que se debilitaban gradualmente. El 10 de agosto, los remanentes del huracán Eugene se disiparon aproximadamente a 1580 km (980 mi) al este de Hawái.

### Tormenta tropical Fernanda
A mediados de agosto, un sistema de baja presión ubicado cerca de la zona de convergencia intertropical, a mitad de camino entre el extremo austral de la península de Baja California y las islas de Hawái, producía un área compacta de convección profunda. El sistema se veía afectado por cizalladura vertical desde el Este, pero el 15 de agosto, la irrupción de cizalladura cesó y el sistema se organizó lo suficiente como para ser designado como la sexta depresión tropical de la temporada, mientras se ubicaba a más de 2.600 km de tierra firme, al oeste del meridiano 132°. En la mañana del día siguiente, la depresión comenzó a intensificarse hasta convertirse en la tormenta tropical Fernanda, sexto sistema nombrado de la temporada. Fernanda continuó su trayectoria hacia el Oeste y hacia la hora 12:00 a. m. UTC del 18 de agosto cruzó el meridiano 140°, entrando en el área de responsabilidad del Centro de Huracanes del Pacífico Central, de Honolulu, Hawái. Continuando su trayectoria hacia el oeste-noroeste, Fernanda comenzó a debilitarse a finales del 18 de agosto, al incorporar aire seco y estable a su circulación y experimentar una creciente cizalladura del sur-sureste. La mayor parte de la convección profunda de Fernanda se había disipado para el 20 de agosto, y degeneró en un sistema de bajas presiones remanente. El sistema de bajas presiones postropical continuó su trayectoria hacia el oeste antes de disiparse al día siguiente, a unos doscientos kilómetros al sur de las islas hawaianas.

### Huracán Greg
En la tarde del 16 de agosto, una zona de baja presión intensa se transformó en la depresión tropical Siete-E. Doce horas después de su formación, se convirtió en tormenta tropical Greg. La tormenta se intensificó gradualmente por encima de los 29 °C (85 °F) de temperatura superficial del mar y alcanzó la categoría de huracán a última hora del 17 de agosto, con vientos máximos sostenidos de 120 km/h (75 mph). Greg continuó fortaleciéndose hasta alcanzar vientos máximos de 137 km/h (85 mph) y una presión de 980 mbar. Poco después, la tormenta comenzó a debilitarse gradualmente debido a aguas más frías y una mayor cizalladura del viento y el 19 de agosto, Greg se debilitó a la fuerza de tormenta tropical, con vientos máximos sostenidos de 65 mph. La tormenta continuó debilitándose al encontrar cizalladura desfavorable del viento y al comenzar a atravesar aguas más frías. El 20 de agosto, Greg se debilitó a depresión tropical. Greg mantuvo su estatus de depresión tropical hasta el 21 de agosto, cuando degeneró en un sistema de bajas presiones remanente. Ese día, los remanentes de Greg se desplazaron hacia el noreste debido a un sistema de alta presión. Desde la tarde del 22 de agosto hasta la tarde del 23 de agosto, los remanentes de Greg impactaron el sur de California, dejando cielos nublados, a pesar de que el centro de circulación se desplazaba lentamente hacia el sureste y se encontraba muy al suroeste del sur de California. Los remanentes de Greg continuaron desplazándose hacia el oeste, a medida que se debilitaban rápidamente. A última hora del 24 de agosto, los remanentes del huracán Greg se disiparon por completo, muy al oeste del extremo sur de la península de Baja California.

### Depresión tropical Ocho-E
El Centro Nacional de Huracanes (NHC) comenzó a monitorear una zona de clima inestable al suroeste de la Riviera Mexicana a finales de agosto. Inicialmente, las condiciones ambientales, poco organizadas, propiciaron cierto desarrollo. Poco después, los patrones de nubes mejoraron y la actividad general de tormentas eléctricas aumentó. La actividad de tormenta eléctrica se volvió más concentrada dos días después mientras se encontraba a 60 millas (97 kilómetros) al sur de Zihuatanejo, y el NHC señaló que la perturbación podría convertirse en una depresión tropical en cuestión de horas. Esto se mantuvo así y a las 1500 UTC del 31 de agosto la baja presión se transformó en depresión tropical, pero no se previó una mayor intensificación. Ocho-E pronto tocó tierra en el suroeste de México y se desplazó hacia el norte-noroeste, debilitándose rápidamente. Ocho-E se disipó en un sistema de baja presión remanente varias horas después, a primeras horas del 1 de septiembre. Sin embargo, los remanentes de la depresión tropical Ocho-E sobrevivieron y, al comenzar a desplazarse hacia el oeste, impactaron el oeste de México. Durante la tarde del 1 de septiembre, los remanentes de Ocho-E se alejaron de la costa occidental de México. Al día siguiente, su intensidad se intensificó ligeramente a medida que avanzaba hacia el noroeste, en dirección a la península de Baja California. Sin embargo, a última hora del 2 de septiembre, los remanentes de la depresión tropical Ocho-E se disiparon por completo, justo al sureste de la península.

### Huracán Hilary
Una perturbación tropical adquirió suficiente organización a primera hora del 21 de septiembre de 2011 como para ser declarada depresión tropical, la novena de la temporada. Al continuar su organización, la depresión se fortaleció hasta convertirse en tormenta tropical varias horas después. El 22 de septiembre, los meteorólogos declararon a Hilary huracán de categoría 1, convirtiéndose en el séptimo de la temporada. El 22 de septiembre, se fortaleció rápidamente hasta convertirse en un pequeño huracán de categoría 4, con un ojo bien definido y convección muy profunda. Posteriormente, alcanzó una intensidad máxima de 235 km/h (145 mph) a las 06:00 UTC del 23 de septiembre. Sin embargo, el 24 de septiembre la tormenta comenzó a adentrarse en una zona de mayor cizalladura del viento y temperaturas oceánicas más frías, y Hilary comenzó a debilitarse. El huracán se debilitó de nuevo a categoría 3 a primera hora del 25 de septiembre, pero posteriormente ascendió brevemente a categoría 4 la tarde siguiente. Varias horas después, la tormenta se degradó nuevamente a un huracán de categoría 3, y durante las horas de la tarde del 27 de septiembre, Hilary se degradó aún más a un huracán de categoría 2. Temprano a la mañana siguiente, Hilary se debilitó a un huracán de categoría 1, y se debilitó a una tormenta tropical el 28 de septiembre. Tras perder gran parte de su convección el 30 de septiembre, el Centro Nacional de Huracanes notó que Hilary se había debilitado a depresión tropical. Varias horas después, tras no mantener convección profunda sobre su centro, Hilary fue declarado depresión remanente, ubicada a varios cientos de millas de cualquier masa continental. Durante los tres días siguientes, la depresión remanente de Hilary se desplazó hacia el suroeste, antes de disiparse después de las 12:00 UTC del 3 de octubre, a unos 1690 km (1050 mi) al oeste del extremo sur de Baja California.
También se emitieron avisos y alertas de ciclón tropical para parte de la costa. Se esperaban fuertes oleajes. Se emitió una alerta roja (de emergencia) para partes de la costa. Las autoridades instaron a los residentes a prepararse para la evacuación. El puerto de Acapulco estuvo cerrado al tránsito de embarcaciones pequeñas. Se declaró una alerta de moderada a alta por lluvia y viento. Las bandas externas de la tormenta produjeron fuertes lluvias sobre Chiapas y Tabasco, con acumulaciones en Tabasco que alcanzaron los 218 mm en 24 horas. Varios ríos de la región se desbordaron e inundaron zonas cercanas. En Villahermosa, las fuertes lluvias colapsaron los desagües y muchas calles se inundaron. Además, hubo vehículos varados en las aguas. En Colima, las olas alcanzaron entre 2.7 y 4.6 metros (9 y 15 pies).

### Huracán Jova
Durante la tarde del 4 de octubre de 2011, se desarrolló una zona de chubascos y tormentas eléctricas, asociada a una amplia zona de baja presión, a varios cientos de millas al sur-suroeste de Acapulco, México. Avanzando lentamente hacia el oeste, la zona de mal tiempo se organizó rápidamente. A última hora del 5 de octubre, el Centro Nacional de Huracanes (NHC) indicó que la zona tenía una alta probabilidad de convertirse en un ciclón tropical en las próximas 48 horas. Apenas unas horas después, el NHC comenzó a emitir alertas sobre la depresión tropical Diez-E, a varios cientos de millas al sur de Manzanillo, México. Posteriormente, se produjo un desarrollo más gradual, y la depresión se convirtió en la tormenta tropical Jova en la tarde del 6 de octubre. Aprovechando el entorno favorable en el que se encontraba Jova, la tormenta se convirtió en huracán el 8 de octubre, y para el 10 de octubre, se elevó a huracán de categoría 3 en la escala de huracanes de Saffir-Simpson. Sin embargo, poco después, la tormenta inició un ciclo de reemplazo de la pared del ojo y se debilitó a un huracán de categoría 2. Varias horas después de tocar tierra en México, Jova se disipó, muy temprano el 13 de octubre.

### Huracán Irwin
El origen del huracán Irwin pudo ser rastreado hasta una zona de lluvias y tormentas eléctricas asociadas con un área de baja presión que se desarrolló a varios de cientos de kilómetros al sur de México. Hacia el oeste y oeste-noroeste, la presión baja rápidamente se ganó la organización, y durante las horas de la madrugada del 6 de octubre, el Centro Nacional de Huracanes comenzó a emitir advertencias sobre la depresión tropical recién formada Once-E. Más tarde, el 6 de octubre, la depresión tropical Once-E se fortaleció a la tormenta tropical Irwin, y se convirtió en un huracán al día siguiente. Al día siguiente se debilitó a tormenta tropical. A diferencia de la mayoría de los ciclones tropicales que se forman en el océano Pacífico oriental, la pista de Irwin fue muy inusual. El sistema que en un principio comenzó a moverse hacia el oeste, hacia el norte, luego hacia el este y otra vez al sur de nuevo, y al este hasta la disipación, el 17 de octubre se mantuvo como un remanente de baja. Además, entre el 11 y 14, Irwin se debilitó a depresión torpical en la Escala de huracanes de Saffir-Simpson dos veces y otra vez volvió a fortalecerse de nuevo a una tormenta tropical antes de que finalmente se debilitase a depresión tropical el 15 de octubre. La depresión se movió de nuevo al oeste y se disipó en una baja remanente en las últimas horas del 16 de octubre. Sin embargo, los remanentes de la tormenta tropical Irwin continuaron moviéndose hacia el oeste, en general, hasta que se disipó por completo, el 17 de octubre.

### Depresión tropical Doce-E
Una onda tropical, la misma que originó el huracán Phillipe en el Atlántico, cruzó Centroamérica hacia el Pacífico oriental el 5 de octubre, durante un pulso significativo de la oscilación de Madden y Julian (OMJ). En este entorno favorable, la onda generó una zona de baja presión en la zona de convergencia intertropical (ZCIT) a las 18:00 UTC del 6 de octubre. A pesar de verse inicialmente obstaculizada por el desarrollo de cizalladura del viento del este, la baja presión produjo convección profunda sostenida a última hora del 11 de octubre y se organizó lo suficiente como para convertirse en la depresión tropical Doce-E a las 00:00 UTC del 12 de octubre. La depresión avanzó hacia el norte sin fortalecerse y tocó tierra a las 16:00 UTC de ese día cerca de Paredón, México. La depresión se debilitó rápidamente hasta convertirse en una baja presión remanente ocho horas después y se disipó por completo a primera hora del día siguiente.
La depresión trajo lluvias torrenciales que causaron graves inundaciones en el sureste de México y la vecina Guatemala. En Guatemala cayeron hasta 300 mm (12 pulgadas) de lluvia, aunque no toda la precipitación pudo deberse a la Doce-E. El gobierno de Guatemala atribuyó directamente 36 muertes a la depresión. Numerosas muertes adicionales se produjeron en Centroamérica debido al impulso de la oscilación de Madden y Julian (OMJ)  que contribuyó al desarrollo de la depresión.

### Huracán Kenneth
Kenneth es originario de una zona de clima inestable que se desarrolló frente a la costa de Guatemala el 16 de noviembre. Poco después se formó un área de baja presión y la organización del sistema comenzó a mejorar el 17 de noviembre a medida que avanzaba hacia el oeste. El área de baja presión permaneció sobre un área con condiciones favorables para la formación el 18 de noviembre, aunque la actividad convectiva disminuyó ligeramente más tarde durante el día cuando comenzó a curvarse hacia el oeste-noroeste. El sistema continuó fusionándose durante la noche y la circulación de baja presión fue más prominente a la mañana siguiente. Para el 19 de noviembre, la perturbación había adquirido suficiente organización como para ser declarada depresión tropical, la decimotercera de la temporada. Al día siguiente, la depresión continuó intensificándose y se convirtió en tormenta tropical, recibiendo el nombre de Kenneth. El rápido fortalecimiento comenzó el 21 de noviembre y Kenneth pasó a ser un huracán. A medida que continuaba la rápida intensificación, Kenneth se fortaleció hasta convertirse en un huracán de categoría 3 con vientos sostenidos de 125 mph el 22 de noviembre. La rápida intensificación continuó y la tormenta pasó a ser un huracán de categoría 4 con vientos sostenidos de 145 mph, apenas unas horas más tarde, cuando Kenneth alcanzó su intensidad máxima. La causa de esta rápida intensificación, pocos días antes del final de la temporada, fue una cizalladura del viento inusualmente baja, así como aguas inusualmente cálidas en la trayectoria de la tormenta. Sin embargo, la intensificación de Kenneth fue breve; inmediatamente se trasladó a un entorno de aguas más frías y una cizalladura del viento más fuerte, y comenzó a deteriorarse rápidamente. Apenas 24 horas después de que el ciclón alcanzara su punto máximo, perdió la fuerza de un huracán y perdió la mayor parte de su convección central. Posteriormente, Kenneth se debilitó a un ritmo más lento, pero para el 25 de noviembre se había convertido en depresión tropical, perdiendo casi toda su convección. A primeras horas del 25 de noviembre, Kenneth se debilitó a un remanente de baja presión, con su circulación sin convección fuerte. Pero durante los tres días siguientes, el remanente de la tormenta continuó moviéndose rápidamente hacia el noroeste como un vórtice sin convección, antes de disiparse por completo a primeras horas del 28 de noviembre.
En el primer boletín de discusión, el pronosticador Robbie Berg comentó que era el ciclón tropical que se formaba más tarde en el Pacífico Norte al este de 140°O desde la depresión tropical Veintidós-E del 24 de noviembre de 1987, y Kenneth era la tormenta con nombre que se formaba más tarde desde Winnie en 1983. Kenneth se fortaleció hasta convertirse en un huracán mayor el 22 de noviembre, convirtiéndose en el huracán mayor de formación más reciente en la cuenca del Pacífico norte oriental en la era de los satélites. Kenneth fue ascendido a categoría 4 unas horas más tarde, convirtiéndose en la tormenta de fin de temporada más poderosa jamás registrada en el este del Pacífico norte en ese momento. Sin embargo, el huracán Sandra de 2015 superó ambos récords al alcanzar la categoría de huracán mayor mucho más tarde que Kenneth, pasando a ser un huracán de categoría 4 el 26 de noviembre de 2015.

## Nombres de los ciclones tropicales
La siguiente lista de nombres se utilizó para las tormentas con nombre que se formaron en el Océano Pacífico Norte al este de 140°O en 2011. Esta es la misma lista utilizada para la temporada de 2005, ya que la Organización Meteorológica Mundial (OMM) no retiró ningún nombre posteriormente. No se retiró ningún nombre esta temporada. Esta lista se reutilizó para la temporada de 2017.
| - Adrián - Beatriz - Calvin - Dora - Eugene - Fernanda - Greg - Hilary | - Irwin - Jova - Kenneth - Lidia (sin usar) - Max (sin usar) - Norma (sin usar) - Otis (sin usar) - Pilar (sin usar) | - Ramón (sin usar) - Selma (sin usar) - Todd (sin usar) - Verónica (sin usar) - Wiley (sin usar) - Xina (sin usar) - York (sin usar) - Zelda (sin usar) |

Para las tormentas que se forman en el área de responsabilidad del Centro de Huracanes del Pacífico Central, que abarca el área entre 140 grados al oeste y la Línea internacional de cambio de fecha, todos los nombres se utilizan en una serie de cuatro listas rotatorias. Los siguientes cuatro nombres que se programaron para su uso en la temporada de 2011 se muestran a continuación de esta lista.
| - Pewa (sin usar) - Unala (sin usar) | - Wali (sin usar) - Ana (sin usar) | - Ela (sin usar) - Halola (sin usar) |

## Estadísticas de temporada
Esta es una tabla de todas los sistemas que se han formado en la temporada de 2011. Incluye su duración, nombres, áreas afectada(s), indicados entre paréntesis, daños y muertes totales. Las muertes entre paréntesis son adicionales e indirectas, pero aún estaban relacionadas con esa tormenta. Los daños y las muertes incluyen totales mientras que la tormenta era extratropical, una onda o un baja, y todas las cifras del daño están en USD 2011
| DT | TT | 1 | 2 | 3 | 4 | 5 |

| Nombre                  | Fechas activo                 | Categoría de tormenta en intensidad máxima | Vientos máx. (km/h) | Presión min (hPa) | ACE     | Áreas afectadas                             | Áreas afectadas                             | Áreas afectadas                             | Daños (en millones USD) | Muertos |
| Nombre                  | Fechas activo                 | Categoría de tormenta en intensidad máxima | Vientos máx. (km/h) | Presión min (hPa) | ACE     | Lugar                                       | Fecha                                       | Vientos (km/h)                              | Daños (en millones USD) | Muertos |
| ----------------------- | ----------------------------- | ------------------------------------------ | ------------------- | ----------------- | ------- | ------------------------------------------- | ------------------------------------------- | ------------------------------------------- | ----------------------- | ------- |
| Adrian                  | 7 – 12 de junio               | Huracán categoría 4                        | 220 (140)           | 944               | 12.1725 | Ninguno                                     | Ninguno                                     | Ninguno                                     | Mínimo                  | 0       |
| Beatriz                 | 19 – 22 de junio              | Huracán categoría 1                        | 150 (90)            | 977               | 3.0325  | Ninguno                                     | Ninguno                                     | Ninguno                                     | Mínimo                  | 4       |
| Calvin                  | 7 – 10 de junio               | Huracán categoría 1                        | 130 (80)            | 984               | 2.5475  | Ninguno                                     | Ninguno                                     | Ninguno                                     | N/A                     | 0       |
| Dora                    | 18 – 24 de julio              | Huracán categoría 4                        | 250 (155)           | 929               | 15.4875 | Ninguno                                     | Ninguno                                     | Ninguno                                     | Mínimo                  | 0       |
| Eugene                  | 31 de julio – 6 de agosto     | Huracán categoría 4                        | 220 (140)           | 942               | 14.67   | Ninguno                                     | Ninguno                                     | Ninguno                                     | N/A                     | 0       |
| Fernanda                | 15 – 19 de agosto             | Tormenta tropical                          | 110 (70)            | 992               | 3.195   | Ninguno                                     | Ninguno                                     | Ninguno                                     | N/A                     | 0       |
| Greg                    | 16 – 21 de agosto             | Huracán categoría 1                        | 140 (85)            | 979               | 4.6725  | Ninguno                                     | Ninguno                                     | Ninguno                                     | N/A                     | 0       |
| Ocho-E                  | 31 de agosto– 1 de septiembre | Depresión tropical                         | 55 (35)             | 1002              | 0       | Ninguno                                     | Ninguno                                     | Ninguno                                     | N/A                     | 0       |
| Hilary                  | 21 – 30 de septiembre         | Huracán categoría 4                        | 230 (145)           | 942               | 31.1875 | Ninguno                                     | Ninguno                                     | Ninguno                                     | Mínimo                  | 0       |
| Jova                    | 6 – 13 de octubre             | Huracán categoría 3                        | 205 (125)           | 955               | 14.4125 | Barra de Navidad, Jalisco                   | 12 de octubre                               | 165 (105)                                   | $204 millones           | 9       |
| Irwin                   | 6 – 16 de octubre             | Huracán categoría 2                        | 155 (100)           | 976               | 8.39    | Ninguno                                     | Ninguno                                     | Ninguno                                     | N/A                     | 0       |
| Doce-E                  | 12 de octubre                 | Depresión tropical                         | 55 (35)             | 1004              | 0       | Salina Cruz                                 | 12 de octubre                               | 55 (35)                                     | N/A                     | 36      |
| Kenneth                 | 19 – 25 de septiembre         | Huracán categoría 4                        | 230 (145)           | 940               | 11.1125 | Ninguno                                     | Ninguno                                     | Ninguno                                     | N/A                     | 0       |
| Totales de la temporada |                               |                                            |                     |                   |         |                                             |                                             |                                             |                         |         |
| 13 ciclones             | 7 de junio – 25 de noviembre  |                                            | 250 (155)           | 929               | 120.88  | 2 ciclones tropicales que han tocado tierra | 2 ciclones tropicales que han tocado tierra | 2 ciclones tropicales que han tocado tierra | $204 millones           | 49      |